# Skibskatastrofen
|  | Denne artikel er oprettet af botten Steenthbot ud fra en ekstern database. Den kan derfor have sproglige fejl eller mangler. Denne skabelon kan fjernes efter kontrol af indholdet. |

Skibskatastrofen er en dansk dokumentarisk optagelse fra 1948.

## Handling
Rutebåden "Kjøbenhavn", der sejler mellem København og Aalborg løb 11. juni 1948 på en mine i Aalborg Bugt nær Hals Barre. Den sank i løbet af få minutter på 14 meter vand med 3-400 mennesker om bord. En større rednings- og hjælpeaktion sattes i gang fra den nærmeste havn, Hals. Eksportdamperen Frida reddede mere end 200 mennesker. 48 menneskeliv gik tabt.